# تشارلز إستن
تشارلز إستن (بالإنجليزية: Charles Esten)‏ مواليد 9 سبتمبر 1965 في بيتسبرغ، هو ممثل ومغن وكوميدي أمريكي بدأ مسيرته الفنية سنة 1989. درس في كلية وليام وماري.

## الأعمال

### مسلسلات
- شيرز
- ستار تريك: الجيل التالي
- ميرفي براون
- ستار تريك: فوياجر
- دياجنوسيز: موردر
- جاغ
- متزوج ولدي أطفال
- ذا درو كاري شو
- معجب عجيب
- دراغنيت
- أطلق الرصاص علي!
- روكيت باور
- إن واي بي دي بلو
- كولد كيس
- المكتب
- إي آر
- ذا منتاليست
- إن سي آي إس: لوس أنجلوس
- ويلفريد
- جيسي
- من سيربح المليون؟

## روابط خارجية
- تشارلز إستن على موقع IMDb (الإنجليزية)
- تشارلز إستن على موقع قاعدة بيانات الأفلام العربية
- تشارلز إستن على موقع ألو سيني (الفرنسية)
- تشارلز إستن على موقع ميوزك برينز (الإنجليزية)
- تشارلز إستن على موقع أول موفي (الإنجليزية)
- تشارلز إستن على موقع قاعدة بيانات برودواي على الإنترنت (الإنجليزية)
- تشارلز إستن على موقع قاعدة بيانات برودواي على الإنترنت (الإنجليزية)
- تشارلز إستن على موقع قاعدة بيانات الأفلام السويدية (السويدية)
- تشارلز إستن على موقع ديسكوغز (الإنجليزية)
- تشارلز إستن على موقع قاعدة بيانات الفيلم (الإنجليزية)